# Hadrien Jourdan
Hadrien Jourdan (Genève, 1973) is een Zwitsers organist en klavecimbelspeler

## Levensloop
Op zijn achttiende behaalde Jourdan zijn diploma orgel aan het Conservatorium van Genève. Hij volgde verder lessen in Frankrijk en Italië. Hij studeerde vervolgens bij Guy Bovet aan de Scola Cantorum Basiliensis en behaalde er een diploma in 1997. Hij was in 1994 Tweede prijs, sanem met Christophe Leclerc in het internationaal concours voor orgel (duo's op orgelpositief) in het kader van het Festival Musica Antiqua in Brugge en van het Zwitsers concours voor orgel in 1999. In 1998 werd hij Laureaat Juventus van de Raad van Europa. 
In 2003 werd hij artistiek directeur van de 'Concerts Spirituels' in Genève, koordirigent en assistent voor de klassen barokviool en traverso aan de Haute École de Musique van deze stad.
Jourdan heeft een passie voor uiteenlopende onderwerpen, zoals astronomie, scheikunde en architectuur. Vooral experimenteert hij veelvuldig in mechanische richtingen. Hij heeft de meest diverse werktuigen geconcipieerd en geproduceerd en schrandere mechanische systemen uitgevonden voor het produceren van muziekinstrumenten.
Ook in de muziekuitvoering is hij zeer eclectisch: jazz, improvisatie, oude muziek. Voor dit laatste trad hij vaak op in kamermuziekensembles met onder meer Blandine Verlet, Florence Malgoire, Christine Plubeau, Philippe Couvert, William Dongois en Tedi Papavrami. 
Hij nam aan talrijke festivals deel (Rome, Vérone, St-Michel-en-Thiérache, St-Riquier, Lanvellec, Genève, Lausanne, Neuchâtel, Bâle, Berne, Les Jardins Musicaux).

## Discografie
- Duel entre deux orgues: Integrale van de Bijbelse sonates van Kuhnau, op de orgels van Bologna en Sant’Elpidio
- Toutes sortes de Fantaisies op het 17de-eeuwse orgel van Regniowez.
- Werken van Tomkins en Gibbons op de historische orgels van Lanvellec en Josselin (2004)
- Werk van Mozart op het Bonattiorgel van de San Tommasokerk in Verona (2005)
- Italiaanse muziek Entre style galant et style théâtral op het orgel van Valeggio sul Mincio.